# L'ultimo degli uomini
L'ultimo degli uomini (Oryx and Crake) è un romanzo di fantascienza post apocalittica e distopica pubblicato nel 2003 dalla scrittrice canadese Margaret Atwood. L'opera lancia un allarme contro l'abuso dell'ingegneria genetica e tratta temi sociali quali lo sfruttamento sessuale minorile e il lavoro infantile.
Il romanzo inaugura la trilogia di MaddAddam, seguito da L'anno del diluvio (The Year of the Flood, 2009) e da L'altro inizio (Maddaddam, 2013).
È stato candidato al Booker Prize 2003 e all'Orange Prize for Fiction 2004.

## Trama
In un mondo devastato da un'epidemia, Jimmy, forse l'unico uomo rimasto in vita, deve proteggersi da numerosi animali feroci, risultato di mutazioni e di incontrollati esperimenti di ingegneria genetica. Jimmy si fa chiamare Uomo delle Nevi dai membri di una tribù di pacifici mutanti di innata infantile innocenza, i Craker. Uomo delle Nevi gli insegna le elementari regole della sopravvivenza e tenta di spiegargli i segreti della natura ma, a causa del loro limitato sviluppo, deve usare concetti semplici e metafore di facile comprensione. La genesi, ad opera del creatore Crake, gli viene spiegata come fosse una fiaba e i Craker imparano a ringraziare la divinità femminile Oryx per la prosperità a loro concessa. Mentre i Craker sono erbivori, immuni alle radiazioni solari e repellenti per gli animali carnivori, Jimmy è costretto a combattere contro l'ambiente ostile per la propria sopravvivenza e per la ricerca del cibo.
Uomo delle Nevi, impegnato nella ricerca di cibo da una parte e nella protezione dei Craker dall'altra, ricorda gli eventi trascorsi che lo hanno portato a tale situazione.
Prima della catastrofe l'umanità era divisa in due classi sociali: la massa viveva in sovrappopolate città, le cosiddette plebopoli, covo di germi mortali, palcoscenico per ogni tipo di violenza e di commercio, mentre i benestanti si proteggevano all'interno di enclave che prendevano il nome di recinti. Questi insediamenti erano amministrati da varie multinazionali che isolavano i propri dipendenti all'interno per scoraggiare la diserzione e per arginare il fenomeno dello spionaggio industriale e dei rapimenti a opera delle multinazionali concorrenti. L'omicidio dei dipendenti delle società avversarie era comunemente praticato e le azioni di sabotaggio venivano condotte con l'impiego di virus e batteri geneticamente modificati. Il controllo e la repressione veniva assicurato da apposite unità armate, il CorpSeCorps. La violenza e gli abusi sui minori sono non solo tollerati dalle autorità, ma diventano pretesto per spettacoli on line e televisivi. Gli elementi più deboli vengono sfruttati in ogni modo dai più forti o dai più ricchi senza che ciò susciti riprovazione.
Jimmy viveva in uno di questi recinti, l'OrganInc Farm, dove veniva allevata una nuova razza di suini destinati al prelievo di organi per i trapianti. Il padre di Jimmy lavorava come genetista nel progetto, mentre la madre, esperta microbiologa, aveva smesso da tempo di esercitare, covando frustrazione e rancori, assalita dai sensi di colpa per le aberrazioni create.
L'adolescente Jimmy, da poco trasferitosi con i genitori in un nuovo recinto controllato una grande azienda dell'industria farmaceutica, la HelthWyzer, pur avendo un carattere estroverso con gli amici, non riusciva a relazionarsi con i genitori che da parte loro non stimavano il figlio, considerandolo un fallimento. Il ragazzo stringe amicizia con Glenn, soprannominato Crake, il suo nickname nel gioco on line Extinctathon sviluppato dall'organizzazione iniziatica MaddAddams. Crake è un geniale ragazzo da poco trasferitosi nello stesso recinto di Jimmy insieme alla madre e allo zio Pete, entrambi dirigenti nell'HelthWyzer. I due ragazzi stringono una forte amicizia e una volta adulti, nonostante le loro vite abbiano preso strade diverse, si manterranno comunque in contatto.
Jimmy conduce una vita piatta e monotona. Si è laureato in materie umanistiche, considerate dalla società come inutile ripiego per falliti. Svolge un lavoro poco gratificante impiegato come pubblicitario nell'azienda AnooYoo. La madre, fuggita dal recinto e ricercata dal CorpSeCorps per attività sovversive, è stata scovata e giustiziata davanti alle telecamere. Il padre si è risposato con Ramona, la sua più stretta collaboratrice con la quale, probabilmente, aveva già da tempo una relazione. Crake invece è una personalità di successo; è l'ideatore e il responsabile di un importantissimo progetto della RejoovenEsense, specializzata nel campo della biotecnologia, che sta per lanciare sul mercato il BlyssPluss, un farmaco afrodisiaco e stimolante che offre nel contempo completa protezione contro le malattie sessualmente trasmissibili. Per testare l'efficacia del prodotto l'azienda, senza scrupoli, utilizza cavie umane in tutto il mondo, spesso con esiti mortali.
Jimmy viene contattato da Crake che lo vuole come collaboratore per il lancio pubblicitario del BlyssPluss. Viene messo al corrente dall'amico che il farmaco contiene una sostanza che avrebbe causato la sterilità; attraverso la riduzione delle nascite Crake vuole tentare di migliorare le condizioni di vita dell'umanità riducendo la sovrappopolazione. Contemporaneamente, grazie all'aiuto di esperti genetisti reclutati all'interno di MaddAddams, in realtà un'organizzazione eversiva ecoterrorista, Crake ha creato, all'insaputa della RejoovenEsense, una nuova razza umana, pacifica ed erbivora, sulla quale ripone la speranza di un migliore futuro per l'uomo. I Craker sono confinati in una zona riservata del recinto della RejoovenEsense, isolati dai contatti esterni di ogni tipo all'interno di una speciale cupola nella quale è ricreato il loro habitat ideale. Per l'educazione della nuova specie Crake si affida a Oryx, una ragazza segnata da abusi sessuali subiti nell'infanzia e ridotta successivamente in schiavitù. Il vero nome della ragazza non si conosce, essendo stata comprata da bambina da un'organizzazione criminale specializzata nel traffico di esseri umani e prelevata dalla famiglia di origine dal Sud-est asiatico. La giovane, dopo varie vicissitudini, viene in contatto con Crake e assume il soprannome di Oryx, dal nome dell'animale Oryx beisa, nel racconto oramai estinto. La ragazza è stata scelta da Crake per la sua somiglianza con una bambina il cui sguardo aveva profondamente colpito sia lui che Jimmy mentre da adolescenti navigavano su siti pornografici.
Oryx ha una relazione con Jimmy mentre Crake, impegnato nel portare avanti contemporaneamente tutti i progetti, sembra non accorgersene. La ragazza, con un passato di prostituzione oltre che all'istruzione dei Craker deve occuparsi di diffondere tra i suoi vecchi contatti, in giro per il mondo, campioni di prova del BlyssPluss; questo metodo permetterà a Crake di testarne l'efficacia. Mentre Oryx è in viaggio, Jimmy riceve un messaggio da Crake che, visibilmente stravolto, lo prega di occuparsi nel futuro, della protezione dei Craker. Sul momento Jimmy non capisce il messaggio dell'amico ma, poche ore dopo, apprende che una devastante e inarrestabile epidemia di una nuova mutazione di febbre emorragica si stava diffondendo nel mondo. Jimmy, preoccupato, si barrica nella zona protetta della RejoovenEsense isolando ulteriormente i Craker ed impedendo l'accesso alla cupola a chiunque. Durante l'isolamento Jimmy riceve una comunicazione da parte di Oryx che, in lacrime, gli confida di aver capito che il virus era contenuto all'interno dei campioni del nuovo farmaco e che Crake aveva utilizzato tale metodo, a sua insaputa, per diffondere l'epidemia rendendone impossibile il controllo da parte delle autorità sanitarie mondiali. Dopo alcuni giorni Crake irrompe nella cupola con Oryx svenuta tra le braccia. Dopo aver ricordato a Jimmy la promessa fatta, ossia di prendersi cura dei Craker, uccide platealmente la ragazza costringendo così Jimmy ad ucciderlo a sua volta.
Jimmy, disperato, attende l'estinzione dell'umanità all'interno della cupola e, una volta capito che i Craker erano stati creati geneticamente immuni al virus e che lui stesso era stato vaccinato contro il morbo da Crake, abbandona con i Craker la cupola e il recinto della RejoovenEsense e si dirige verso la spiaggia dando così inizio a una nuova era per l'umanità.

## Personaggi
JimmyRimane in vita dopo l'epidemia grazie alla vaccinazione inoculatagli da Crake a sua insaputa. Si presenta ai Craker con il nome di Uomo delle Nevi. Assume su di sé il compito di proteggere la nuova razza umana, missione questa affidatagli dallo stesso Crake prima di farsi uccidere dall'amico.
Il padre di JimmyGenetista impiegato nella OrganInc Farm nella produzione di una nuova razza di suini, i proporci, utilizzati come riserva di organi per i trapianti.
La madre di JimmyEsperta microbiologa, collaborava con il marito nei vari progetti genetici. Assalita da sensi di colpa, fugge dal recinto ricercata per anni dal CorpSeCorps. Entrata a far parte di un gruppo di ecoterroristi, i Giardinieri di Dio, sarà alla fine catturata e giustiziata.
RamonaCollaboratrice del padre di Jimmy con il quale ha una relazione e con cui si sposerà.
CrakeDivinità principale nel pantheon dei Craker. Scienziato e causa della distruzione dell'umanità.
OryxDivinità secondaria nella mitologia dei Craker. Ex prostituta e stretta collaboratrice di Crake. La sua vera identità non sarà mai rivelata con certezza, neanche a Jimmy, di cui sarà l'amante.
Il padre di CrakeUcciso in circostanze misteriose. Crake rivelerà a Jimmy che l'uomo, ricercatore presso l'HelthWyzer aveva scoperto che l'azienda diffondeva malattie tra le classi disagiate per speculare sulla vendita delle costose cure e che era stato ucciso per impedirgli di divulgare la notizia.
La madre di CrakeProbabilmente coinvolta nell'omicidio del marito. Morirà anche lei come lo Zio Pete, forse ad opera dello stesso Crake.
Zio PeteÈ lo zio di Crake. Probabilmente ha avuto un ruolo nell'uccisione del padre di Crake. Muore a causa di contaminazione da virus che Crake afferma essere il risultato di un'azione di sabotaggio operata da un'azienda rivale. In seguito Jimmy ipotizzerà che le uccisioni della madre e dello zio di Crake non siano altro che le prove generali di Crake stesso nella produzione del virus.

## Edizioni
- Margaret Atwood, L'ultimo degli uomini, Ponte alle Grazie, 2003, ISBN 8879286560.

- Margaret Atwood, L'ultimo degli uomini, TEA, 2009, ISBN 9788850214266.